# Catagramma sublimbalis
Catagramma sublimbalis är en fjärilsart som beskrevs av Embrik Strand 1916. Catagramma sublimbalis ingår i släktet Catagramma och familjen praktfjärilar. Inga underarter finns listade i Catalogue of Life.